# Marybank
Marybank är en by i Highland i Skottland. Byn är belägen 5 km 
från Strathpeffer. Orten har 382 invånare (2011).